# WWF One Night Only
WWF One Night Only is een pay-per-view-evenement in het professioneel worstelen dat werd georganiseerd door de Amerikaanse worstelorganisatie World Wrestling Federation (WWF, nu WWE). Dit evenement vond plaats op 20 september 1997 in het NEC Arena in Birmingham, Engeland.

## Resultaten
| Nr.                                                                          | Match | Winnaar(s)                                    | Bron  |
| ---------------------------------------------------------------------------- | --- | --------------------------------------------- | ----- |
| 1                                                                            | Tiger Ali Singh vs. Leif Cassidy in een een-tegen-eenwedstrijd | Tiger Ali Singh                               | [ 1 ] |
| 2                                                                            | The Patriot vs. Flash Funk in een een-tegen-eenwedstrijd | The Patriot                                   | [ 1 ] |
| 3                                                                            | Dude Love vs. Hunter Hearst Helmsley (met Chyna) in een een-tegen-eenwedstrijd | Hunter Hearst Helmsley                        | [ 1 ] |
| 4                                                                            | The Headbangers (c) vs. Los Boricuas in een tagteamwedstrijd voor het WWF Tag Team Championship                                                                                     | The Headbangers (c)                           | [ 1 ] |
| 5                                                                            | The Godwinns vs. The Legion of Doom in een tagteamwedstrijd | The Legion of Doom                            | [ 1 ] |
| 6                                                                            | Vader vs. Owen Hart in een een-tegen-eenwedstrijd | Vader                                         | [ 1 ] |
| 7                                                                            | Bret Hart (c) vs. The Undertaker in een een-tegen-eenwedstrijd voor het WWF Championship                                                                                            | Bret Hart (c); diskwalificatie The Undertaker | [ 1 ] |
| 8                                                                            | The British Bulldog (c) (met Diana Hart-Smith) vs. Shawn Michaels (met Hunter Hearst Helmsley, Chyna en Rick Rude) in een een-tegen-eenwedstrijd voor het WWF European Championship | Shawn Michaels (nc)                           | [ 1 ] |
| (c) huidige kampioen voor en na de match \| (nc) nieuwe kampioen na de match | |                                               | [ 1 ] |